# Type 1893

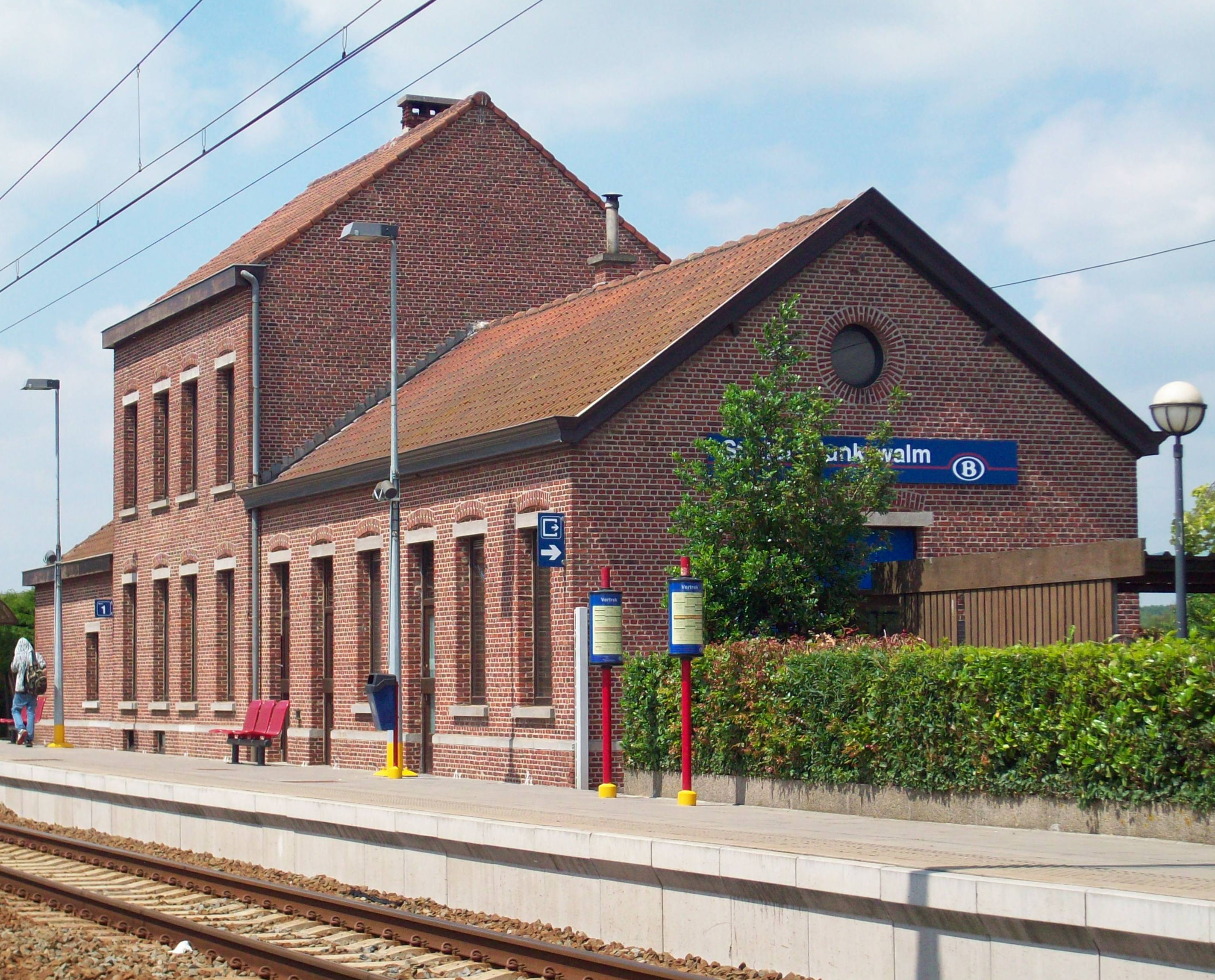
Station Munkzwalm - Type 1893 L6

Type 1893 is een aanduiding voor de classificatie van haltegebouwen in België. Het getal 1893 duidt op het jaartal 1893 toen deze bouwstijl het eerst verscheen. Deze bouwstijl werd gebruikt door de Staat, die toen reeds enkele spoorlijnen exploiteerde.

## Bouwstijl
Het gebouw bestaat uit drie delen: centraal een gedeelte met twee bouwlagen onder een zadeldak, geflankeerd door een lage vleugel onder een zadeldak, en aan de andere zijde een L-vormige lage vleugel.
Het hoge centrale gedeelte heeft 4 muuropeningen, en de lage vleugel meestal vier of zes, hoewel dit echter kan oplopen tot 13 muuropeningen, zoals in station Masta. De L-vormige aanbouw ligt met het lange been van de L tegen het centrale gedeelte, en het korte been is naar het perron gericht. Hierdoor ontstaat een kleine binnenplaats, die met een muur en een deur van het perron gescheiden wordt. Het zadeldak van deze L-vormige vleugel is langs de perronzijde gesnuit.
In het centrale hoge gedeelte woonde de stationschef met zijn familie. Op de benedenverdieping zijn meestal de loketten. Op de kop van de (lange) lage vleugel bevindt zich een dubbele toegangsdeur naar het magazijn. Meestal is daar ook de wachtzaal.

## Classificatie
Tussen 1893 en 1914 werden ongeveer 150 stations van dit type gebouwd. Er zijn onderling nog vele kleine verschillen. Ze werden ingedeeld volgens de plaats van de lage vleugel ten opzichte van het hoge centrale gebouw, bekeken vanaf de straatzijde (L of R), gevolgd door een getal dat het aantal muuropeningen in deze lage vleugel aangeeft.